# Carice van Houten
Carice Anouk van Houten (wym. [kaːˈris ɑˈnuk vɑn ˈɦʌu̯tə(n)], ur. 5 września 1976 w Leiderdorp) – holenderska aktorka. Grała m.in. Melisandre w serialu Gra o tron.
Trzykrotna laureatka nagrody Złotego Cielęcia (ang. Golden Calf) za główne role w filmach Suzy Q (1999), Minoes (2001) i Czarna księga (2006).

## Filmografia
- Suzy Q(inne języki) (1999) jako Suzy Q
- Panna Minoes – kocia agentka (Minoes, 2001) jako Minoes
- Het Everzwijn (2002) jako Pandora
- De Passievrucht(inne języki) (2003) jako Monika
- Lepel (2005) jako panna Broer
- Knetter(inne języki) (2005) jako Lis Wolk
- Zwarte zwanen(inne języki) (2005) jako Marleen
- Czarna księga (Zwartboek, 2006) jako Rachel / Ellis
- Ik omhels je met 1000 armen(inne języki) (2006) jako Samarinde
- Egzorcyzmy Dorothy Mills (2008) jako dr Jane Morton
- Walkiria (Valkyrie, 2008) jako Nina von Stauffenberg(inne języki)
- Repossession Mambo (2009) jako żona Remy'ego
- From Time to Time (2009) jako Maria Oldknow
- Czarna śmierć (2010) jako Langiva
- Gra o tron (2012-2017, 2019) jako Melisandre